# Centro Universitário de João Pessoa
Centro Universitário de João Pessoa (UNIPÊ) é uma instituição de ensino superior privada localizada na cidade de João Pessoa, na Paraíba. 
A instituição foi a única particular da Paraíba a obter nota máxima no Enade de 2018.

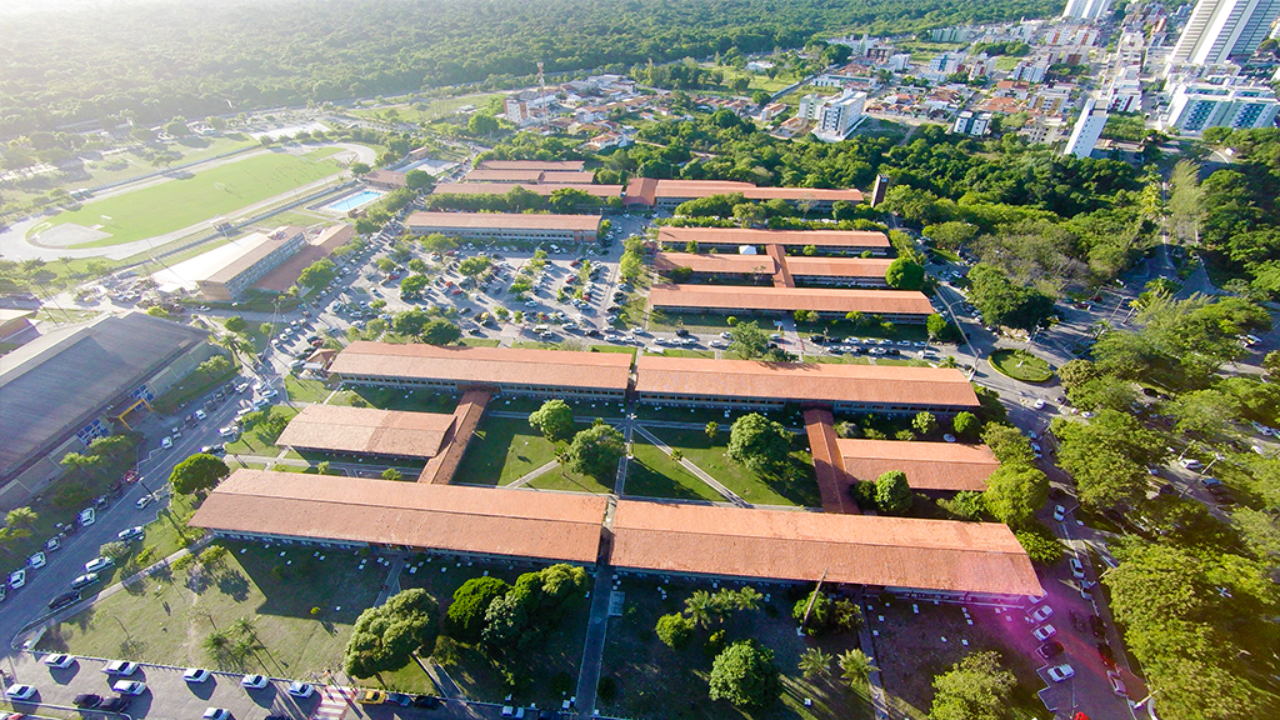
Centro Universitário de João Pessoa - Unipê. Campus Água-Fria visto do alto.

## Incorporação ao grupo Cruzeiro do Sul Educacional
Em junho de 2018, foi relatado pela Instituição que o Grupo Educacional Cruzeiro do Sul incorporou o Centro Universitário de João Pessoa (UNIPÊ).

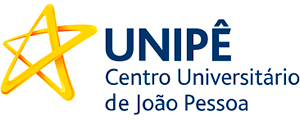